# Hospitalitermes
Genre
Hospitalitermes est un genre de termites de la famille des Termitidae.

## Répartition
Les termites du genre Hospitalitermes sont répartis dans toute l'Asie du Sud-Est.

## Description
L'imago présente un clypéus plus court que la moitié de sa largeur. Le clypéus est très légèrement plus clair que le front ou de la même couleur. Le front est triangulairement échancré derrière le clypéus. Le troisième article des antennes est deux fois plus long que le second. La fontanelle est nette, ovale et blanchâtre. Les espèces du genre sont de couleur foncée avec des ailes foncées.
Ce genre présente en général deux ou trois formes de soldats. La tête est généralement de couleur foncée. La mâchoire supérieure présente une partie apicale. La base du clypéus des ouvrières est beaucoup plus courte que la moitié de sa largeur. Les soldats sont généralement de couleur foncée et toujours longs sur pattes. L'inflexion de la tête est peu marquée mais toujours nette. Le frons est relativement étroit et conique. Les antennes sont longues avec quatorze segments. La tête est souvent échancrée. Le troisième article des antennes est aussi long ou plus long que le quatrième. Chez une classe de soldats, la partie supérieure de la mâchoire ne présente pas de dents.

## Éthologie
Ces termites processionnaires quittent leur nid pour chercher des lichens et d'autres matériaux à l'air libre principalement dans les troncs d'arbres et les canopées des forêts tropicales. Le régime alimentaire de ce genre prend la forme de boules de nourriture transportées par les ouvrières en plein air ce qui présente un risque de prédation. Ils sont fortement pigmentés ce qui est probablement lié à leur mode de vie en surface et leur permet de se camoufler sur la litière de feuilles.
Des nids d’Hospitalitermes peuvent être recouverts par le nid d'un termite coexistant du genre Termes dont la structure minérale solide forme l'enveloppe extérieure du nid d’Hospitalitermes qui est très fragile. Il est possible qu'il existe des interactions entre les deux genres.

## Systématique
Le genre Hospitalitermes a été nommé et décrit en 1912 par l'entomologiste suédois Nils Holmgren (d) initialement comme un sous-genre d’Eutermes.

### Liste des espèces
Selon GBIF (19 avril 2025) :
- Hospitalitermes asahinai Morimoto, 1973
- Hospitalitermes ataramensis Prashad & Sen-Sarma, 1960
- Hospitalitermes bicolor (Haviland, 1898)
- Hospitalitermes birmanicus (Snyder, 1934)
- Hospitalitermes blairi Roonwal & Sen-Sarma, 1956
- Hospitalitermes brevirostratus Prashad & Sen-Sarma, 1960
- Hospitalitermes butteli (Holmgren, 1914)
- Hospitalitermes damenglongensis He & Gao, 1984
- Hospitalitermes diurnus Kemner, 1934
- Hospitalitermes ferrugineus (John, 1925)
- Hospitalitermes flaviventris (Wasmann, 1902)
- Hospitalitermes flavoantennaris Oshima, 1923
- Hospitalitermes grassii Ghidini, 1937
- Hospitalitermes hospitalis (Haviland, 1898)
- Hospitalitermes irianensis Roonwal & Maiti, 1966
- Hospitalitermes javanicus Akhtar & Akbar, 1986
- Hospitalitermes jepsoni (Snyder, 1934)
- Hospitalitermes jinghongensis He & Gao, 1984
- Hospitalitermes kali Maiti & Chakraborty, 1994
- Hospitalitermes krishnai Syaukani, Thompson & Yamane, 2011
- Hospitalitermes lividiceps (Holmgren, 1913)
- Hospitalitermes madrasi (Snyder, 1934)
- Hospitalitermes majusculus He & Gao, 1984
- Hospitalitermes medioflavus (Holmgren, 1913)
- Hospitalitermes moluccanus Ahmad, 1947
- Hospitalitermes monoceros (König, 1779)
- Hospitalitermes nemorosus Ghidini, 1937
- Hospitalitermes nicobarensis Maiti & Chakraborty, 1994
- Hospitalitermes nigriantennalis Syaukani & Thompson, 2016[3]
- Hospitalitermes papuanus Ahmad, 1947
- Hospitalitermes paraschmidti Akhtar & Akbar, 1986
- Hospitalitermes proflaviventris Akhtar & Akbar, 1986
- Hospitalitermes rufus (Haviland, 1898)
- Hospitalitermes schmidti Ahmad, 1947
- Hospitalitermes sharpi (Holmgren, 1913)
- Hospitalitermes umbrinus (Haviland, 1898)

### Publication originale
- (de) Nils Holmgren, « Die Familie Metatermitidae. Termitenstudien 3. Systematik der Termiten », Kongliga Svenska Vetenskaps Academiens Handlingar, Suède, vol. 48, no 4,‎ 1912, p. 1-166 (lire en ligne, consulté le 19 avril 2025).